# 巨龙镇 (盐亭县)
巨龙镇，是中华人民共和国四川省绵阳市盐亭县下辖的一个乡镇级行政单位。2019年12月，撤销麻秧街道，将原麻秧街道和玉龙镇钟沟村所属行政区域划归巨龙镇管辖。调整后，巨龙镇辖裕兴社区、上月园社区、下月园社区、蒙子社区、红果社区、南岳社区、石桥社区、临江社区、望龙社区、金马村、文昌村、水集村、青丰村、普香村、望江村、天水村、胜利村、东石村、钟沟村所属行政区域,巨龙镇人民政府驻商业街33号。原巨龙镇聚兴社区、裕民村、凤林村、通和村、五里村所属行政区域划归高渠镇管辖

## 行政区划
巨龙镇下辖以下地区：
金钟村、五和村、凤林村、裕民村、金马村、通垭村、文昌村、五里村和石碑村。